# Åke W. Borglund

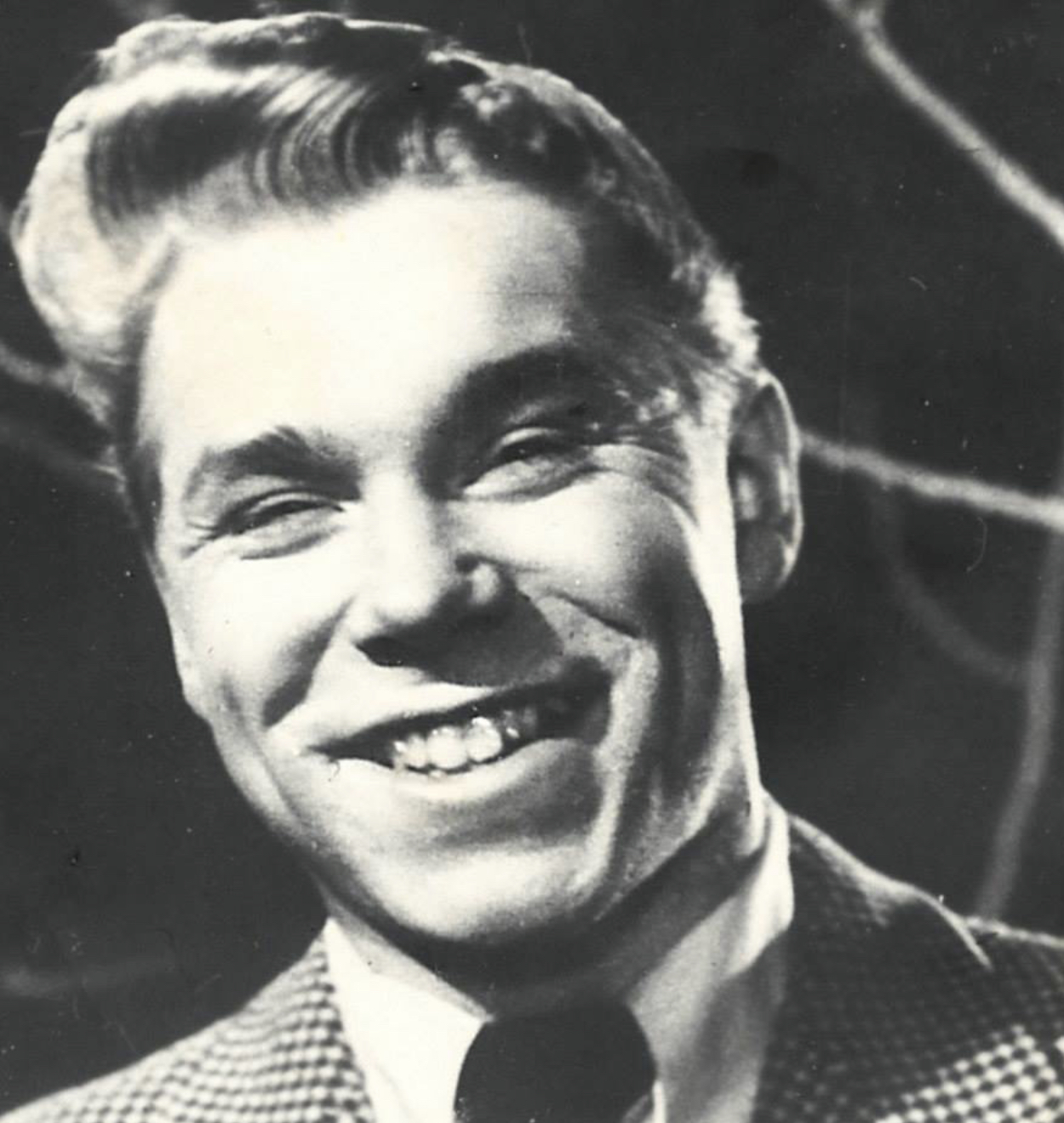
Åke W. Borglund 1954.

Åke W. Borglund,  Åke Vilhelm Borglund, född 11 mars 1934 i Sankt Matteus församling i Stockholm, död 1 juni 1995 i Engelbrekts församling i Stockholm, var en svensk filmfotograf. 
Borglund var under 1950- och 1960-talen verksam inom filmbranschen. Han filmade bland annat flera Åsa-Nisse-produktioner, men gjorde också dokumentärer.
Han var 1956–1973 gift med Kerstin Maria Hörnblad och 1983–1984 med arkitekten Katarina Althin Ulvhake. Han fick sonen Christer Rindeblad 1954 och sedan tre barn tillsammans med Hörnblad 1956–1962.

## Regi
- 1960 – Att rädda ett barn
- 1966 – Bosse Högberg vs. Sandro Mazzinghi

## Filmfoto i urval
- 1950 – Midsommarfest i Näsåker
- 1956 – Drottning Elizabeth och hertigen av Edinburgh i Stockholm
- 1956 – Ungern vädjar
- 1957 – Åsa-Nisse i full fart
- 1957 – Klarar Bananen Biffen?
- 1959 – En främling knackar på
- 1960 – Åsa-Nisse som polis
- 1962 – Raggargänget